# Impressora de sublimação

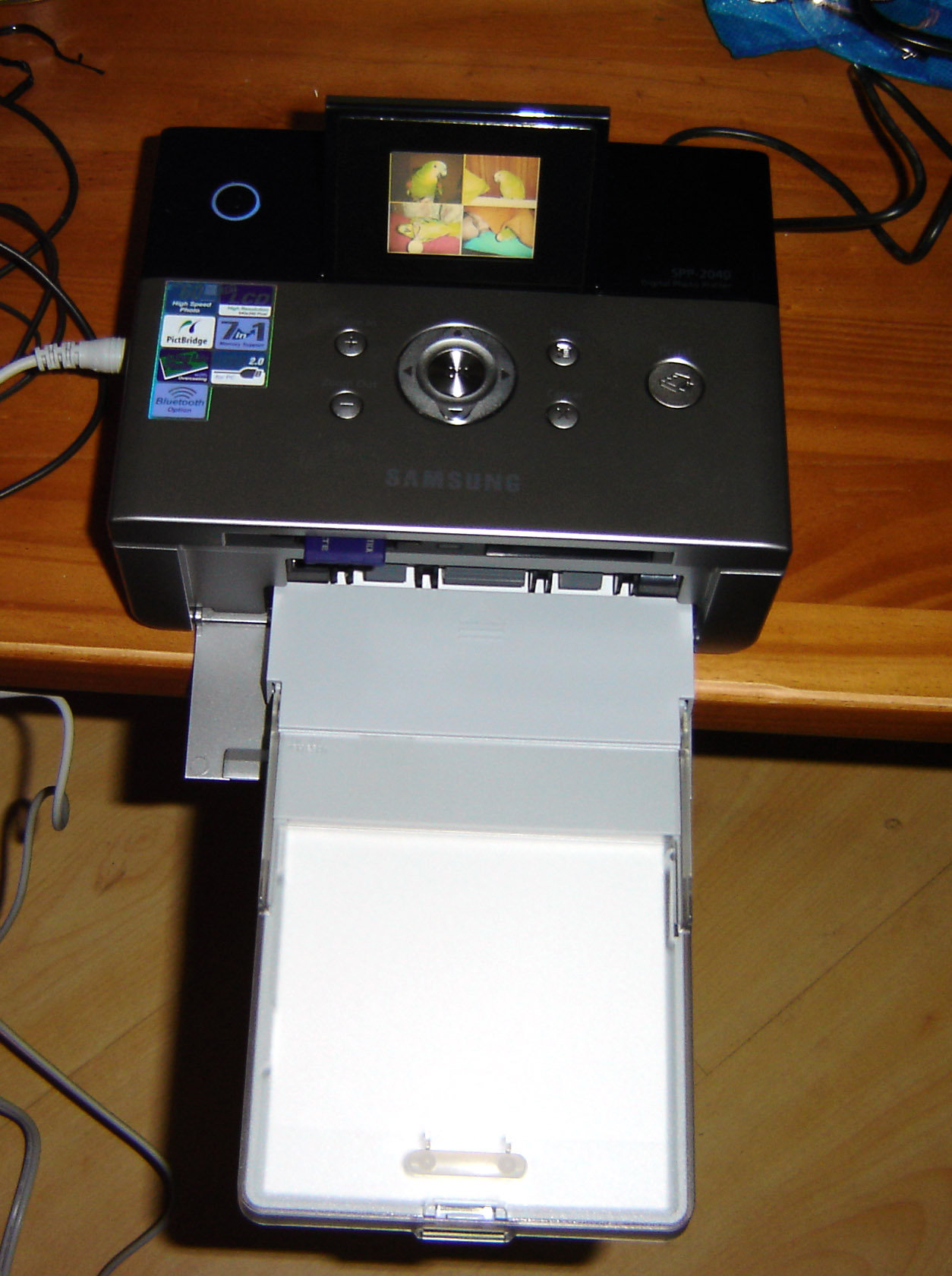
Samsung SPP-2040 funcionando.

As impressoras de sublimação (ou impressoras de sublimação de cor) são um tipo de impressora que utilizam o calor para transferir a tinta sob a forma de gás para um papel especial, com cobertura de plástico, ou para materiais como alumínio, aço inox ou tecidos com no mínimo 30% de poliéster.
Essas impressoras utilizam cartuchos de tinta independentes, que são como fitas; essas fitas transferem através de calor, as imagens para o papel que está sendo impresso. Cada uma das quatro cores básicas (magenta, amarelo, ciano e preto) são impressas uma de cada vez, ou seja, toda a folha é impressa utilizando o magenta, depois a folha é recolhida e é impresso o amarelo, e assim por diante. Isso eleva um pouco o tempo da impressão.
Esta tecnologia é ideal para imprimir fotografias e pinturas. Seu custo, todavia, é bastante elevado.